# Oxid sodný
Oxid sodný (Na2O) je jediný oxid sodíku.

## Vlastnosti
Je to za normálních podmínek bílá krystalická látka. Její krystaly, podobně jako krystaly všech oxidů alkalických kovů, mají tzv. antifluoritovou strukturu, což znamená, že pozice aniontů a kationtů v krystalové mřížce jsou zcela obrácené, než je tomu u fluoridu vápenatého (CaF2). Sodíkové kationty tvoří středy tetraedrů, neboť jsou připojeny na 4 atomy kyslíku, zatímco kyslíkové atomy tvoří středy krychle, neboť jsou navázány na 8 sodíkových iontů. Za vysokých teplot se rozkládá na peroxid sodný a sodík.
S vodou bouřlivě reaguje za vzniku hydroxidu sodného (je to vlastně jeho anhydrid):
| Na2O + H2O → 2 NaOH | \| \| \| \| \| \| \| \| |  |
|                     |                         |  |
|                     |                         |  |

Při kontaktu s očima, pokožkou a sliznicí dýchací soustavy je silně dráždivý a zejména prášková forma může snadno způsobit zdravotní potíže. Vdechnutí většího množství dokonce může vyvolat plicní edém.

## Příprava
Tento oxid je možné připravit např. reakcí oxidu dusného se sodíkem:
| N2O + 2Na → Na2O + N2 | \| \| \| \| \| \| \| \| |  |
|                       |                         |  |
|                       |                         |  |

Taktéž je možné jej připravit tepelným rozkladem uhličitanu sodného:
| Na2CO3 → Na2O + CO2 | \| \| \| \| \| \| \| \| |  |
|                     |                         |  |
|                     |                         |  |

## Použití
Oxid sodný se používá jako přísada při výrobě skla pro snížení teploty tavení oxidu křemičitého, který je hlavní složkou skla.